# Mistrzostwa Polski w Łyżwiarstwie Szybkim w Wieloboju Sprinterskim 2012

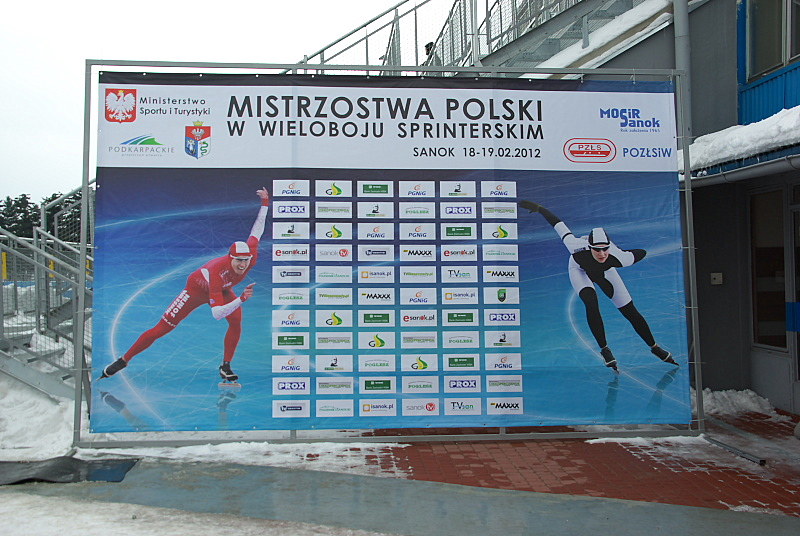
Baner mistrzostw 2012 podczas zawodów na torze Błonie

31. Mistrzostwa Polski w wieloboju sprinterskim odbyły się w dniach 18-19 lutego 2012 roku na torze Błonie w Sanoku.

## Kobiety
| Pozycja | Zawodniczka              | Klub                       | 500 m | Pkt. | 1000 m | Pkt. | 500 m | Pkt. | 1000 m | Pkt. | Suma pkt. |
| ------- | ------------------------ | -------------------------- | ----- | ---- | ------ | ---- | ----- | ---- | ------ | ---- | --------- |
| 01 !    | Katarzyna Bachleda-Curuś | LKS Poroniec               |       |      |        |      |       |      |        |      | 175,240   |
| 02 !    | Karolina Domańska-Ksyt   | Pilica Tomaszów Mazowiecki |       |      |        |      |       |      |        |      | 177,505   |
| 03 !    | Aleksandra Dębowska      | Pilica Tomaszów Mazowiecki |       |      |        |      |       |      |        |      | 179,380   |

## Mężczyźni
| Pozycja | Zawodnik         | Klub              | 500 m | Pkt. | 1000 m | Pkt. | 500 m | Pkt. | 1000 m | Pkt. | Suma pkt. |
| ------- | ---------------- | ----------------- | ----- | ---- | ------ | ---- | ----- | ---- | ------ | ---- | --------- |
| 01 !    | Artur Nogal      | Marymont Warszawa |       |      |        |      |       |      |        |      | 153,160   |
| 02 !    | Maciej Biega     | Górnik Sanok      |       |      |        |      |       |      |        |      | 155,040   |
| 03 !    | Piotr Puszkarski | Marymont Warszawa |       |      |        |      |       |      |        |      | 155,310   |

## Biegi drużynowe

### Kobiety
| Pozycja | Klub                       | Zawodniczki                                                        | Rezultat |
| ------- | -------------------------- | ------------------------------------------------------------------ | -------- |
| 1.      | AZS Zakopane               | Angelika Fudalej, Dominika Sierakowska, Magdalena Koźma            | 1:46,33  |
| 2.      | Pilica Tomaszów Mazowiecki | Aleksandra Dębkowska, Aleksandra Kapruziak, Karolina Domańska-Ksyt | 1:47,01  |
| 3.      | SNPTT Zakopane II          | Anna Pandyra, Barbara Gawlik, Katarzyna Stopka                     | 1:56,79  |

### Mężczyźni
| Pozycja | Klub                       | Zawodnicy                                           | Rezultat |
| ------- | -------------------------- | --------------------------------------------------- | -------- |
| 1.      | Orzeł Elbląg               | Adrian Wielgat, Artur Kisielewski, Piotr Sowa       | 1:35,40  |
| 2.      | SKŁ Górnik Sanok II        | Łukasz Załączkowski, Mateusz Chabko, Szymon Wysocki | 1:39,18  |
| 3.      | Pilica Tomaszów Mazowiecki | Damian Śmigiel, Mateusz Warych, Piotr Bojanowski    | 1:40,35  |